# Высокоскоростная пассажирская линия Циндао — Тайюань
Высокоскоростная пассажирская линия Циндао — Тайюань (кит. трад. 青太客運專線, называется также Цинтайская экспресс-линия) — широкомасштабный проект по организации беспересадочного железнодорожного сообщения между крупнейшими городами Китая и провинциальными центрами, соединяющий крупный город Циндао, столицу провинции Шаньдун город Цзинань, столицу провинции Хэбэй город Шицзячжуан и столицу провинции Шаньси город Тайюань.

## Общие сведения
Железная дорога Циндао — Тайюань состоит из трёх участков, из которых средний ещё не построен. Дорога длиной 870 км рассчитана на скорость движения 250 км/ч.
Проект является частью глобального проекта строительства сети высокоскоростных железных дорог в Китае, основная часть которой соответствует формуле «4 + 4» — четыре высокоскоростных линии с севера на юг, и четыре с востока на запад.

## Структура трассы
1. Скоростная железная дорога Циндао — Цзинань (362 км). Строительство дороги началось 28 января 2007 годаю Пущена в эксплуатацию 21 декабря 2008 года.
2. Скоростная железная дорога Цзинань — Шицзячжуан (319 км). Строительство начато в 2009 году. Срок пуска в эксплуатацию, предположительно, октябрь 2015 года.[1]
3. Скоростная железная дорога Шицзячжуан — Тайюань (189 км). Строительство дороги началось 21 июня 2005 года. Пущена в эксплуатацию 1 апреля 2009 года.

## Соединения
В Цзинане обеспечивается переход на Пекин-Шанхайскую высокоскоростную железную дорогу.
В Шицзячжуане обеспечивается переход на высокоскоростную железную дорогу Пекин — Гонконг, участки которой должны быть пущены в 2012 году.